# Piaski Szlacheckie
Piaski Szlacheckie (prononciation : [ˈpʲaskʲi ʂlaˈxɛt͡skʲɛ]) est un village polonais de la commune de Gorzków dans le district de Krasnystaw de la voïvodie de Lublin, dans l'est de la Pologne.
Il se situe à environ 11 kilomètres au sud-ouest de Krasnystaw (siège du district) et 50 kilomètres au sud-est de Lublin (capitale de la voïvodie).
Le village comptait approximativement une population de 500 habitants en 2006.

## Histoire
De 1975 à 1998, le village est attaché administrativement à la Voïvodie de Zamość.

Depuis 1999, il fait partie de la nouvelle voïvodie de Lublin. 

## Personnages célèbres nés dans la ville
- Antoni Patek – né 14 juin 1812, fondateur de la firme Patek Philippe à Genève (Suisse)